# 吉林銀行
吉林銀行（きつりんぎんこう、中国語簡体字: 吉林银行、英語：Jilin Bank,  BANK OF JILIN CO. LTD.）は中国吉林省長春市に本拠がある銀行である。

## 概要
1997年設立の長春市商業銀行を2007年10月に改名し、同時に吉林市商業銀行、遼源市信用社を合併してできた政府系銀行で、中国東北部の吉林省（長春市、吉林市、遼源市など）、遼寧省（大連、瀋陽など）、黒竜江省などに支店を展開している。
2008年には、通化、四平、白山、松原市の信用社も合併した。また、韓国の韓亜銀行に株式の20パーセントを売却している。同年、吉林省以外にも、天津、北京、上海にも分行を開設した。また、2008年12月末時点で、吉林銀行は360か所の拠点で営業を展開し、従業員は約6400人、総資産額は852億元、預金総額は677億元、貸出総額は699億元であった。
高品質のサービス、業務革新、特色的経営などの方面での実績により、2012年4月に『現代金融家』という雑誌に「最も市場の影響力ある銀行」として選出された。また同月、吉林銀行はアジア金融協力連盟に加盟し、アジア金融協力連盟副主席銀行として選ばれた。
2012年6月末時点で、吉林銀行の総資産額は2021.04億元、預金残高は1512.60億元、貸出残高は1004.16億元となり、資産総額、預金残高、貸出残高はいずれも史上の最高値を記録した。吉林銀行が設立して以来の5年間、主な業務は安定的に成長し、構造調整のステップが加速され、業務の特色が一層に際だったほか、中間業務は急速な成長を遂げ、リスク防止が著しい効果が現れ、経営利益が絶えまなく向上し、驚異的なスピードで飛躍的発展を遂げた。

## 歴史
- 2007年10月10日　吉林市商業銀行、遼源市信用社を合併、長春市商業銀行を改名し設立
- 2008年　　　　　通化、四平、白山、松原市の信用社を合併
- 2008年　　　　　北京、上海、天津に分行を開設
- 2008年12月末　　360か所の拠点で営業を展開、従業員:約6400人、総資産額:852億元、預金総額:677億元、貸出総額:699億元
- 2012年4月　　　アジア金融協力連盟に加盟、アジア金融協力連盟副主席銀行に選出
- 2012年6月　　　総資産額が2,000億元を突破
- 2012年6月末　　総資産額:2021.04億元、預金残高:1512.60億元、貸出残高:1004.16億元
- 2016年2月15日　中国輸出入銀行吉林省支店と全面的戦略提携協定を締結[5]

## 参考
1. ↑  吉林銀行が株式の20％を韓亜銀行に売却予定（中国語、2007年）
2. ↑  韓亜銀行と正式合意の儀式（中国語、2008年）
3. ↑   吉林銀行の紹介 （中国語）
4. 1 2 3   吉林銀行の資産、2千億を超え （日本語、2012年7月27日）
5. ↑   吉林銀行と輸出入銀行吉林省支店が戦略的協力を展開 （日本語、2016年2月19日）